# جوزف گولینکین
جوزف گولینکین (انگلیسی: Joseph Golinkin; ۱۰ سپتامبر ۱۸۹۶ – ۸ سپتامبر ۱۹۷۷) نقاش اهل ایالات متحده آمریکا بود.
از افتخارات وی میتوان به کسب مدال طلا نقاشی چاپی در بخش مسابقات هنری بازی‌های المپیک تابستانی ۱۹۳۲ اشاره کرد.